# 俺フェチ
『俺フェチ』（おれフェチ）は桑原ひひひによる漫画作品。『月刊ドラゴンエイジ』に連載。現在、続編の『俺フェチ いちごちゃん気をつけて!』が引き続き『月刊ドラゴンエイジ』に連載されている（現在休載中）。

## 概要
当初、『俺フェチ』は三和出版刊行の雑誌「魔翔」に掲載されていたが、雑誌の方向性が変更される際に打ち切りになる。打ち切られたものの、『月刊コミックドラゴン』で同名のタイトルで復帰、角川の発刊誌整理統合後は『月刊ドラゴンエイジ』に連載。
3タイトルいずれも、1ページ目は「ひよこアワー」（4コマ漫画）で始まる。

## 俺フェチ（魔翔版）
エロ雑誌掲載ということもあり、内容は角川・富士見版と比べて、下品度が高くなっている。そのため作者は『親や親戚には見られたくない、見られたなら身投げする』とコメントしている。
魔翔版「俺フェチ」は俺フェチ1巻と2巻に収録されている。
角川・富士見版とは登場人物や設定に大きな違いはないが、下記のような差異がある。
- 物語の中心がチエの学年。
- マキやチエの髪型が変わる。
- 角川・富士見版では登場人物に一鉄と雫が加わる。
- 先生のペンネームが「嬲姦（なぶりかん）」人呼んで「なぶりん♥」で角川・富士見版では「流星キラリ☆」通称「きらりん」に変更されている。

## 俺フェチ（角川・富士見版）
- 『月刊コミックドラゴン』2002年5月号～2003年4月号（最終号）
- 『月刊ドラゴンエイジ』2003年5月号（創刊号）～2004年2月号

### 登場人物
たまこ
主人公。猫耳としっぽがついている。巨乳。連載はたまこが高等部に入学するところから始まる。
2年生に進級した際のクラスは2-B。魔翔版では低学年B組。
おねいちゃん大好きで、おねいちゃんのために炊事・洗濯・掃除をやっている。兄はついでの存在でしかない。
学校ではマキや雫とよく行動を共にしている。
正体は雪の降る日にチエが拾った猫。最初につけた名前は大人から怒られるほど下品な名前だった。飼っているうちにいつの間にか人間型になってしまうが、そのことはたまこ自身知らなかった。チエと一鉄はそのことをたまこに話しておらず、その理由はたまこを傷つけまいとするために隠していたのではなく、ただ単に聞かれなかったという理由である。
チエ
たまこの姉。黒髪。意外と胸がある。
クラスは高等部2-B。魔翔版では同学年A組。
表情の変化に乏しい。彼女の発言はフキダシ外に書かれる。
学校では霞や秋味とよく行動を共にしている。
一鉄（いってつ）
たまこ・チエの兄。高等部の3年生。
ごく普通のいいお兄ちゃんだが妹たちに振り回され度々不幸な目に遭う苦労人。
逮捕歴多数。
クリスマスの夜、サンタの恰好をして妹たちにプレゼントを贈ろうとして庭に出ているところを警察に通報されて留置される。
縁日で迷子の女の子を見つけ、親を探してあげる際、肩車をしてチョコバナナを食べさせたが、それが原因で女の子の母親から誤解され逮捕される。
くっちー
たまこが冷蔵庫で見つけた特大卵の中から出てきた珍妙な小動物。
たまこたちによって何度も死にそうな目に遭うが、なぜか次には復活している。
スクール水着は最高だが個人的にはブルマのほうが好きらしい。
西村マキ（にしむら まき）
たまこのクラスメイト。ショートカットの桃髪。元気娘。
村上先生ラブ。
カズという弟がいる。
雫（しずく）
たまこのクラスメイト。セミロングの青髪。
ロリータ系の見た目とは裏腹に腹黒い性格。
霞の妹。霞を敵視している。
霞（かすみ）
チエのクラスメイト。ロングヘア。
口も性格も悪く、よく人を小馬鹿にしたような態度をとる。
雫の姉。雫を敵視している。
天屋秋味（あまや あきみ）
チエのクラスメイト。ロングヘアの眼鏡。
語尾によく「～ッス」とつける。胸が小さいことを気にしている。
新章ではいちごの家庭教師。
流星キラリ☆（ながれぼし きらり）
2-B担任。通称「きらりん」。本名不明。本人も自分の本名を忘れてしまっている。
月刊少女ドラゴンで『超魔法少女（ミラクルマジカルガール）ラブリーン萌えたん♥』を連載している。ごく一部では話題の作品だが、連載されている雑誌がマイナー誌であるため、広くは知られていない。
副業として漫画家をやっているのではなく、教師のほうが副業である。
村上先生（むらかみせんせい）
たまこの担任。数学担当。
魔翔版では服を身につけず全裸である。当然、水着も着用しない。背泳が得意であり、水泳の授業でそれを披露した。
職員室ではなぶりんの左隣に席がある。
角川・富士見版ではあまり登場しないが、魔翔版では度々登場する。
山本房子（やまもと ふさこ）
28歳。家庭科教師。家庭的という理由で家庭科教師になる。
出会いがなく、結婚ができないのが現在の悩み。
たまこたちによる数々のトラウマとなる出来事がのちの人生を変えて、この世を震撼させるような事件を引き起こすらしいが、それはまた別の物語である。
モンド
ドラゴンエイジへの移行後に登場した新キャラクター。
たまことは2年生に進級した際に同じクラスとなる。学校最強の格闘家を目指している。
こひよこ
ひよこアワーのみの登場人物。ウサ耳の生えた女の子。
うさちゃん
ひよこアワーのみの登場人物。ウサギに似た謎の生き物。体重は100キロ。

## 俺フェチ いちごちゃん気をつけて!
「月刊ドラゴンエイジ」2004年4月号～連載中
前作から引き続き登場する人物はいるものの、作品内容は前作とは連続していないため、前作を知らなくても楽しむことができる。

### 作品概要
空から落下してきたくっちーを拾った竹二。くっちーはいちごの落し物であると自称し、竹二は疑いながらもいちごにくっちーを渡す。そのとき二人は一目惚れをするが、お互いに嫌われていると勘違いをしてしまい、両想いであることに気付かない…。

### 登場人物
長谷川いちご（はせがわ いちご）（声：後藤邑子）
主人公。13歳。人見知りをせず、物怖じしない性格。しかし、好きな人の前に出ると緊張して変な顔になってしまう。
竹二に一目惚れするが、当然のように変な顔になってしまい、竹二からは嫌われていると誤解されてしまう。
部屋には食べたい物の名前が付けられたぬいぐるみがたくさんある。
成績は良くない。泳ぐのも苦手。
保田ちひろ（やすだ ちひろ）（声：平野綾）
いちごの幼馴染で長谷川家に同居している犬耳の少年。通称ポチ。いちごと並んで歩けば可愛いと言われるのはいつも彼である。そのせいで、いちごのママから制服のズボンを半ズボンに改造される。
いちごと初めて会った日から、いちごの騎士になると決めている。しかし、当のいちごはポチのことをまったく異性として意識していない。
カズから好かれている。
橘竹二（たちばな たけじ）（声：近藤隆）
高等部の一年生。16歳。いちごの片想いの先輩であり竹二もいちごに片想いをしている。しかし、いちごからは変な顔をされるので自分は嫌われていると思っている。
地味なオタ臭漂うさえない黒髪眼鏡の人物だったが、いちごに惚れたことで関する情報や動向を追ってしまう変態的な面がでる。例えば、時間割によりいちごの体育の授業をオペラグラスで覗き見ようとしていた。いちごの担任のキラリ☆からは「ストーカー一歩手前の危険人物」だといちごに注意を与えられているが、竹二にいちごの時間割を譲渡したのもキラリ☆であり変質者化の一因である。
考え事をする時にシャーペンをカチカチする癖がある。兄と弟がいる。
くっちー（声：谷山紀章）
前作より引き続き登場する謎の生き物。自称いちごの落し物。
前作でたまことチエにと一緒に乗り合わせた飛行機が爆発し、空から降ってきたところを竹二に拾われる。偶然そこを通りかかったいちごの落し物であると称して貰われていき、長谷川家に居つくことになる。
西村カズ（にしむら かず）（声：水島大宙）
竹二のクラスメイトの友人。マキの弟でもある。
ポチに好意を抱いており、様々なアプローチを仕掛ける。男同士なのだが、「外見で萌える分には性別なんて関係ない」と言い張り、我を貫く。
天屋秋味（あまや あきみ）（声：新谷良子）
前作より引き続き登場。いちごの家庭教師。
流星キラリ☆（ながれぼし きらり）（声：浅川悠）
前作より引き続き登場。いちごの担任。
いちごのママ（声：新井里美）
フルネームは長谷川瑞穂。旧姓は金田。
変なものが好き。くっちーを一目で気に入り、長谷川家のペットにすることをあっさりと許可した。
ちひろの外見があまりにも可愛いため制服のズボンを無断で半ズボンに改造してしまう。
いちごのパパ（声：鈴木貴征）
ママの周りにいた変質者の一人がパパ。他の人は犯罪すれすれだったのに対して、パパは刑法の壁を乗り越えてしまったためママと結婚するに至ったらしいが真偽は不明。
こひよこ
前作より引き続き登場。ひよこアワーのみの登場人物。
うさちゃん
前作より引き続き登場。ひよこアワーのみの登場人物。

## 関連商品

### 単行本
角川書店より刊行

#### 俺フェチ
A5判
1. 2003年5月1日発行、ISBN 4049262231
2. 2003年6月1日発行、ISBN 4049262266
3. 2004年8月1日発行、ISBN 4049262460

#### 俺フェチ いちごちゃん気をつけて!
B6判
1. 2005年6月1日発行、ISBN 4047124060
2. 2005年12月25日発行、ISBN 4047124362
3. 2005年12月25日発行、ISBN 4047124370

### ドラマCD
- 「俺フェチ いちごちゃん気をつけて!」ドラマCD くっちー、気をつければ?っの巻 
2005年12月21日発売 ASIN: B000BV7SC6